# Якубяни
Якубяни (словац. Jakubany) — село, громада в окрузі Стара Любовня, Пряшівський край, Словаччина. Розташоване на півночі східної Словаччини на південь від окружного центру.
Вперше згадується 1322 року.
В селі є греко-католицька церква св. Петра і Павла з 1911 р.

## Населення
| Рік:            | 1993 | 2003     | 2013     | 2023    |
| --------------- | ---- | -------- | -------- | ------- |
| Кількість осіб: | 2211 | 2439     | 2708     | 2915    |
| Різниця:        |      | +10,31 % | +11,02 % | +7,64 % |

| Рік:            | 2022 | 2023    |
| --------------- | ---- | ------- |
| Кількість осіб: | 2879 | 2915    |
| Різниця:        |      | +1,25 % |

В селі проживає 2 553 осіб.
Національний склад населення (за даними останнього перепису населення — 2001 року):
- словаки — 81,04%
- цигани — 15,65%
- русини — 2,36%
- українці — 0,21%

Склад населення за приналежністю до релігії станом на 2001 рік:
- греко-католики — 90,10%,
- римо-католики — 6,00%,
- православні — 2,86%,
- не вважають себе віруючими або не належать до жодної вищезгаданої церкви- 0,99%